# Кочубей Антон Данилович
Антон Данилович Кочубей (10 липня 1911, село Комендантівка Полтавської губернії, тепер Кременчуцького району Полтавської області — 14 грудня 1966, місто Київ) — український радянський діяч, заступник Голови Ради Міністрів УРСР. Кандидат у члени ЦК КПУ у вересні 1961 — січні 1965 р. Член ЦК КПУ в січні 1965 — грудні 1966 р. Депутат Верховної Ради УРСР 6-го скликання. Член Центральної Ревізійної Комісії КПРС у квітні — грудні 1966 р. Кандидат економічних наук.

## Біографія
Народився у бідній селянській родині. Закінчив Кременчуцький механічний технікум.
У 1933 році закінчив Київський фінансово-економічний інститут.
У 1936—1938 роках працював у Народному комісаріаті фінансів Української РСР.
У 1938—1940 роках — у Червоній армії.
У 1940—1941 роках — на відповідальній роботі в апараті Ради Народних Комісарів Української РСР.
У червні 1941 — 1945 року — служив у військах Протиповітряної оборони Червоної армії, учасник німецько-радянської війни. Був командиром окремого зенітно-кулеметного батальйону.
Член ВКП(б) з 1942 року.
У 1945—1954 роках — на відповідальній роботі в апараті Ради міністрів Української РСР: завідувач секретаріату заступника голови Ради міністрів УРСР.
Закінчив аспірантуру при Харківському фінансово-економічному інституті.
У липні 1954 — травні 1957 року — заступник голови Державної планової комісії Ради Міністрів Української РСР. З травня до серпня 1957 року — інспектор ЦК КПУ.
У серпні 1957 — серпні 1958 року — начальник відділу зведених перспективних планів Державної планової комісії РМ УРСР.
У серпні 1958 — квітні 1961 року — начальник відділу зведеного народногосподарського плану Державної планової комісії РМ УРСР.
У квітні 1961 — 9 березня 1963 року — 1-й заступник голови Державної планової комісії Ради Міністрів Української РСР. Одночасно до липня 1963 року — голова Ради техніко-економічної експертизи Держплану РМ УРСР.
9 березня 1963 — 14 грудня 1966 року — заступник голови Ради міністрів Української РСР і одночасно голова Державної планової комісії Ради Міністрів Української РСР.

## Звання
- капітан
- майор

## Нагороди
- орден Червоної Зірки (1944)
- орден Вітчизняної війни 1-го ст. (1944)
- медалі